# 長岡生姜醤油ラーメン

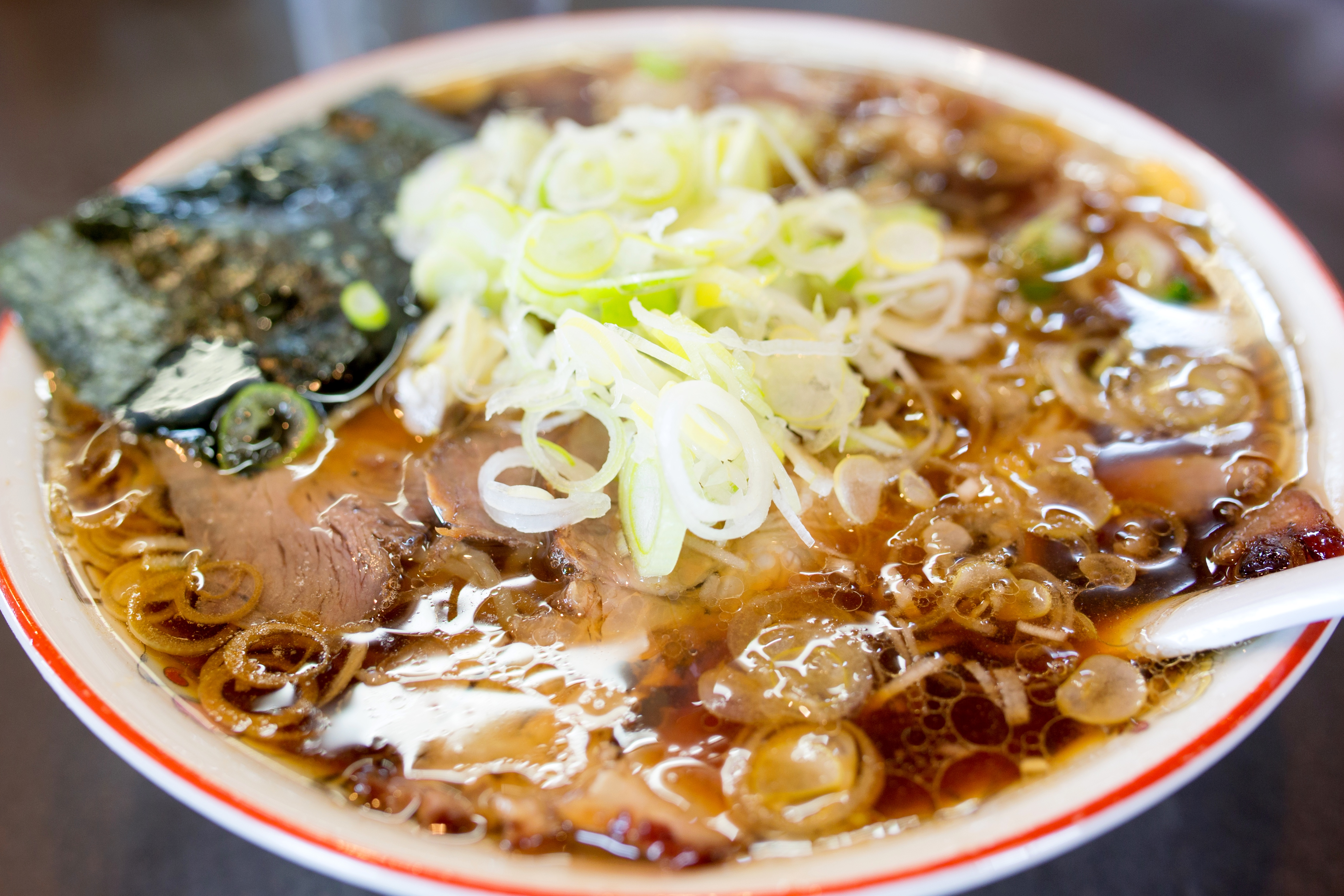
青島食堂 曲新町店

長岡生姜醤油ラーメン（ながおかしょうがしょうゆラーメン）は、新潟県長岡市発祥のご当地ラーメン。
名称には、長岡系ラーメン、生姜醤油ラーメン、長岡流ショウガ醤油ラーメン、長岡ラーメンと揺れがある。「新潟4大ラーメン」、「新潟5大ラーメン」の1つに数えられる。

## 概要
青島食堂が長岡市に多いショウガの効いた濃口醤油ラーメンの発祥の店と言われている。
ショウガをスープに入れ始めた理由は「豚のくさみを消すため」であるが、長岡での定番となった理由としては「体を温めるから」という説がある。
「新潟4大ラーメン」が注目され始めた2005年頃にはショウガ醤油ラーメンと雑誌に紹介されていた。ラーメン王と呼ばれるライターの石神秀幸による新潟四大ラーメンの分類では長岡流ショウガしょうゆラーメン、長岡生姜醤油ラーメンである。また、大崎裕史は、著書で新潟の四大ご当地ラーメンの長岡市の生姜ラーメンとして紹介している:188。
青島食堂:188のほか、長岡市をはじめとした新潟県の中越地方のラーメン店で提供されている。